# Centrolabrus exoletus
Centrolabrus exoletus, tên thông thường trong tiếng Anh là rock cook, là một loài cá biển thuộc chi Centrolabrus trong họ Cá bàng chài. Loài này được mô tả lần đầu tiên vào năm 1758.

## Từ nguyên
Từ định danh exoletus trong tiếng Latinh có nghĩa là "cổ xưa", không rõ hàm ý đề cập đến điều gì.

## Phạm vi phân bố và môi trường sống
C. exoletus là một loài bản địa của vùng biển của Đông Bắc Đại Tây Dương. Loài này có phạm vi trải dài từ bờ biển Na Uy về phía nam đến Bồ Đào Nha, bao gồm Biển Bắc (xa nhất là đến eo biển Skagerrak) và toàn bộ vùng biển bao quanh Anh và Ireland; ở Địa Trung Hải, C. exoletus được ghi nhận tại Málaga, phía nam Tây Ban Nha. Trước đây, C. exoletus được ghi nhận là xuất hiện ở vùng biển Greenland, mặc dù chưa được xác nhận nhưng sau đó đã bị loại khỏi danh sách về các loài cá ở Greenland.
C. exoletus sống gần những rạn đá phủ rong biển và trong các thảm cỏ biển ở độ sâu đến ít nhất là 35 m.

## Mô tả
C. exoletus có chiều dài cơ thể tối đa được ghi nhận là 18 cm. Lưng có màu nâu sẫm, chuyển dần thành màu vàng ở hai bên thân, và ánh màu bạc ở ngực. Nhiều cá thể có một dải sọc ngang màu vàng kim ở giữa thân. Vây lưng và vây hậu môn có dải vàng. Các vây có màu vàng nâu. Đầu có các vệt sọc màu xanh lam.
Số gai ở vây lưng: 18–20; Số tia vây ở vây lưng: 5–7; Số gai ở vây hậu môn: 4–6; Số tia vây ở vây hậu môn: 6–8; Số tia vây ở vây ngực: 14.

## Sinh thái
Thức ăn của C. exoletus là những loài thủy sinh không xương sống, đặc biệt là các loài động vật giáp xác. Mùa sinh sản của C. exoletus diễn ra vào mùa hè. Cá cái đẻ trứng lên một thảm tảo biển trong lãnh thổ của cá đực; trứng không được cá bố chăm sóc như những loài Symphodus.
C. exoletus có hành vi dọn vệ sinh cho những loài cá khác nên được chọn nuôi chung với cá hồi Đại Tây Dương để kiểm soát các loài ký sinh trên cá hồi.